# Harpòcrates

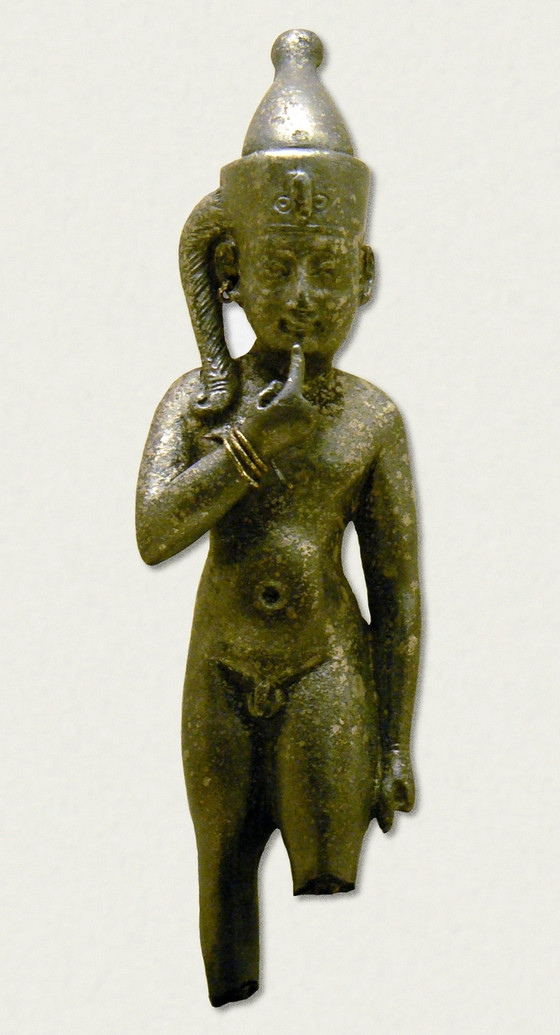
Harpócrates com a Horus nen

Harpòcrates (en grec antic: Ἁρποκράτης) és el nom grec amb el qual és coneguda la deïtat egípcia Horpajard o Harpajered, nom del déu Horus a Alexandria. Els grecs l'adoptaren com a déu del silenci. També simbolitza el sol de l'albada o de l'hivern, i la renovació constant.
| G5 | p · F32 | r · d | A2 |

| G5 | p · F32 | r · d | A2 |

## Iconografia

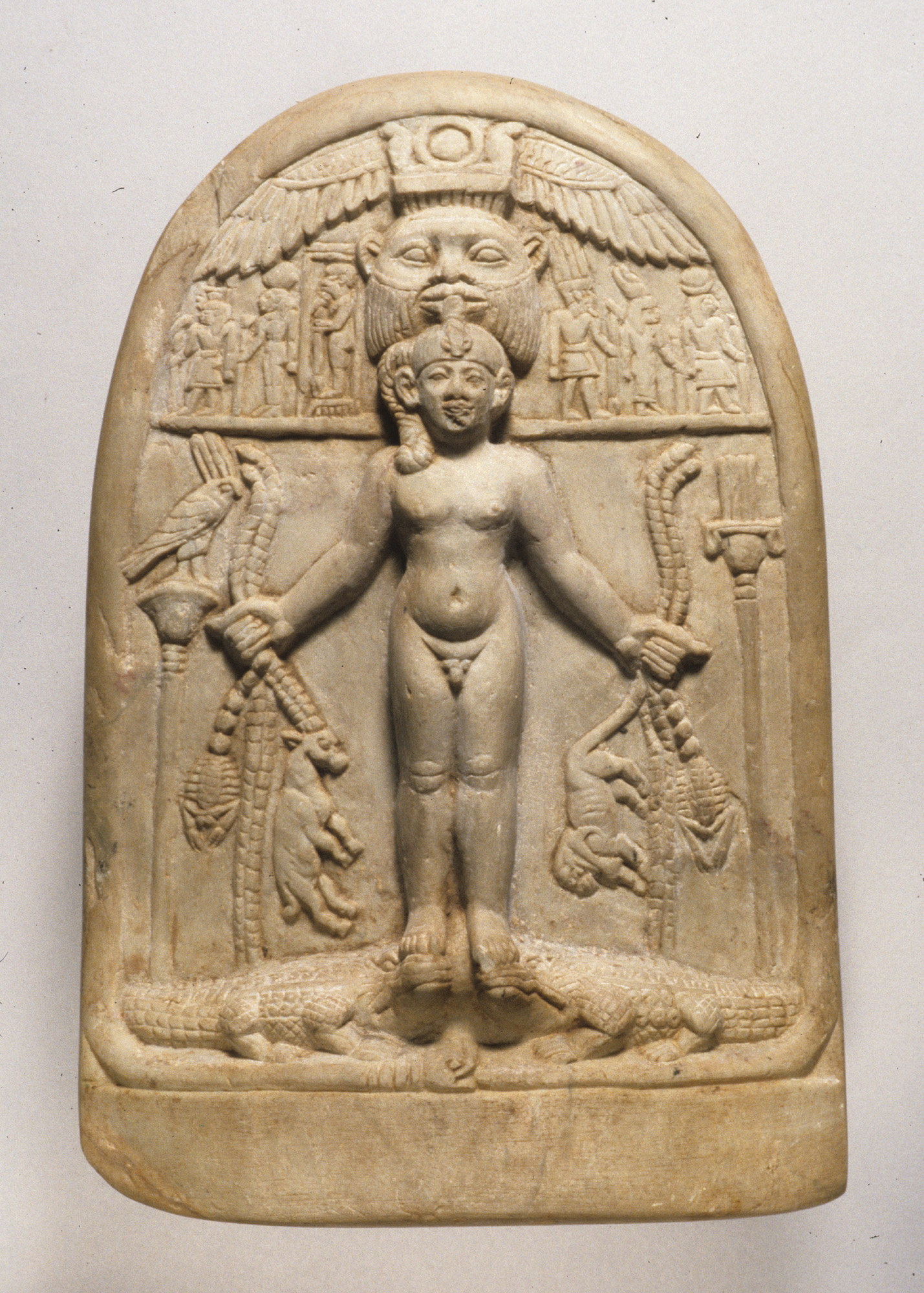
Harpòcrates com a Horus sobre cocodrils

El seu aspecte més conegut és el d'Horus sobre cocodrils, una forma tardana que representa el nen Horus dempeus sobre dos cocodrils mentre sa mare busca a Osiris desaparegut. També, com un nen nu amb el dit de la mà dreta a la boca, portant corona reial i ureu, i una cua en un costat del cap, característica dels prínceps egipcis. Com a símbol del sol naixent, el representen com un xiquet eixint d'un lotus, en l'època grecoromana.

## Mitologia
El nen Horus apareix en els Textos de les piràmides, en el mite osiríac, en el qual espera sa mare mentre aquesta se'n va a la recerca d'Osiris, que ha estat assassinat per Seth i llançat al riu. Harpòcrates roman a Buto, prop d'una de les boques del Nil, a cura d'una divinitat local.
És el sol feble de l'alba, o el sol hivernal, nu i desprotegit. Però com aquest sol, es transforma en un de poderós, i de xiquet indefens es transforma en un Horus poderós i venjador de la mort de son pare Osiris, en l'Horus guerrer, Hartomes, que venç Seth.
Formava part de l'Enèada heliopolitana.
Segons Plutarc, Harpòcrates fou engendrat per Isis i Osiris, en relacions pòstumes, i nasqué abans d'hora com un nadó feble de cames.

## Simbologia
Per als antics grecs era fill de Serapis i Isis i creien que era el déu del secret i la discreció en interpretar per error la postura del dit a la boca com un gest de silenci. "No s'ha d'imaginar que Harpòcrates és un déu imperfecte en estat d'infantesa ni gra que germina. Cal considerar-lo com aquell que rectifica i corregeix les opinions irreflexives, imperfectes i parcials tan esteses entre les persones respecte als déus. Per això, i com a símbol de discreció i silenci, s'aplica aquest déu el dit sobre els llavis". (Plutarc)

## Sincretisme
Quan Isis es transformà en la dea Afrodita per als grecs, Harpòcrates fou assimilat a Eros, considerat fill de Serapis i Isis, i el veieren com el déu del secret i la discreció. També se l'identificà amb Harsomtus.

## Culte
El seu culte es desenvolupa en l'Imperi Nou i els grecs l'adoren al temple de Coptos al costat d'Isis i a El Mahamud, al nord de Luxor, on apareix com a fill de Menthu i Raettauy. A Edfú es mostra com a fill d'Athor i d'Harsomtus. L'Horus sobre cocodrils apareix en uns amulets anomenats cippus, del període tardà, que es fan molt populars contra els animals perillosos.